# IESEG経営大学院
IESEG経営大学院（英: IESEG School of Management、仏: Institut d'économie scientifique et de gestion、仏語直訳: 経済科学経営学院、略語: IÉSEG）は、フランスの高等商業学校（ビジネススクール）。リール・カトリック大学（Université Catholique de Lille）加盟校であり、リールとパリにキャンパスを置く。
『フィナンシャル・タイムズ』によると、2016年時点では世界で17番目に優れたMBA授与機関である。2023年にはフィナンシャル・タイムズによる世界のマネジメントマスタープログラムのトップ32にランクインし、フランスのビジネススクールグループである『Conférence de Grandes Écoles』のメンバーにも選ばれた。
IESEGに在籍する生徒約8000人のうち、フランス国外出身の生徒は1500人であり、常勤教授の85%もフランス国外から来ていることから、多文化・国際交流ができることが大きな特徴である。